# نورت یوتیکا، ایلینوی
نورت یوتیکا (به انگلیسی: North Utica) یک روستا در ایالات متحده آمریکا است که در شهرستان لاسال، ایلینوی واقع شده‌است. نورت یوتیکا ۸٫۹۸ کیلومتر مربع مساحت و ۱٬۳۵۲ نفر جمعیت دارد و ۱۴۵٫۰۹ متر بالاتر از سطح دریا واقع شده‌است.